# NGC 14
NGC 14 је галаксија у сазвежђу Пегаз која се налази на NGC листи објеката дубоког неба.
Деклинација објекта је + 15° 48' 57" а ректасцензија 0h 8m 46,3s. Привидна величина (магнитуда) објекта NGC 14 износи 12,2 а фотографска магнитуда 12,8. Налази се на удаљености од 12,8000 милиона парсека од Сунца. NGC 14 је још познат и под ознакама UGC 75, MCG 3-1-26, CGCG 456-34, KUG 0006+155, ARP 235, VV 80, PGC 647.